# La Diva (Aretha Franklin)
La Diva è un album della cantante soul statunitense Aretha Franklin, pubblicato nel 1979 dalla Atlantic Records.

## Tracce
Lato A
1. Ladies Only – 5:15 (testo: Aretha Franklin)
2. It's Gonna Get a Bit Better – 5:20 (testo: Lalome Washburn)
3. What If I Should Ever Need You – 3:32 (testo: Charles H. Kipps)
4. Honey I Need Your Love – 2:45 (testo: Aretha Franklin)
5. I Was Made for You – 4:03 (testo: Clarence Franklin)

Lato B
1. Only Star – 5:04 (testo: Aretha Franklin)
2. Reasons Why – 3:55 (testo: Skip Scarborough, Wanda Hutchinson, Wayne Vaughan)
3. You Brought Me Back to Life – 4:24 (testo: Van McCoy)
4. Half a Love – 5:25 (testo: Zulema Cusseaux)
5. The Feeling – 4:45 (testo: Van McCoy)